# Heimat, süße Heimat
Heimat, süße Heimat (Alternativtitel in der DDR Dörfchen, mein Dörfchen, Originaltitel Vesničko má středisková) ist eine melancholische Komödie von Regisseur Jiří Menzel, gedreht im Jahr 1985 in der Tschechoslowakei. Er wurde als ausländischer Film für den Oscar nominiert.

## Handlung
Der Lkw-Fahrer Pávek, klein und dick, und sein Beifahrer Otik, lang und dünn, sind ein ungleiches Paar. Sie wohnen in einem kleinen Dörfchen „am Ende der Welt“. Weil Otik geistig etwas behindert ist, sorgen sich sein Arbeitskollege Pávek und die Dorfbewohner um ihn. Als sich Otik nach einem Streit mit Pávek entschließt, allein in die Hauptstadt Prag zu ziehen, wird allen bewusst, was sie mit seinem Weggang verlieren. Alle bemühen sich, dass Otik in seinem Dörfchen, in seiner süßen Heimat bleibt.

## Kritiken
- Lexikon des internationalen Films: Ein heiterer, unspektakulärer und überlegenswerter Einblick in Alltagssorgen und -freuden sowie menschliche Schwächen, der wie beiläufig für fundamentale „Wahrheiten“ wie Gemeinsamkeit, Liebe, Nachsicht und Humor plädiert.[1]

## Auszeichnungen
- Spezialpreis des Filmfestivals in Montreal
- Martin-Frič-Preis auf dem 37. FFP-Sommer, 1986